# Юнусов, Анвар Музафарович
Анва́р Музафа́рович Юну́сов (род. 1 февраля 1987, Душанбе) — таджикский боксёр, представитель лёгкой, легчайшей и наилегчайшей весовых категорий. Выступал за сборную Таджикистана по боксу в период 2005—2016 годов, бронзовый призёр чемпионата мира, чемпион Азии, победитель и призёр многих турниров международного значения, участник трёх летних Олимпийских игр. Мастер спорта Республики Таджикистан международного класса. Лучший спортсмен Таджикистана 2011 года по версии Ассоциации спортивных журналистов Таджикистана. Начиная с 2017 года боксирует на профессиональном уровне в США.

## Биография
Анвар Юнусов родился 1 февраля 1987 года в городе Душанбе Таджикской ССР. Занимается боксом с 13 лет. Проходил подготовку под руководством тренера Мирзо Каримовича Шамсиева. В 2009 году окончил Таджикский институт физической культуры. Старший лейтенант милиции (на 2014 год).

### Любительская карьера
Первого серьёзного успеха в боксе добился в сезоне 2005 года, когда одержал победу на чемпионате Таджикистана в зачёте наилегчайшей весовой категории, вошёл в основной состав таджикской национальной сборной и побывал на чемпионате мира в Мяньяне, где на стадии четвертьфиналов был остановлен представителем Южной Кореи Ли Ок Соном.
В 2006 году стал серебряным призёром международного турнира «Ахмет Джёмерт» в Стамбуле, уступив в решающем финальном поединке молдаванину Игорю Самойленко, выиграл серебряную медаль на студенческом чемпионате мира в Алма-Ате, боксировал на Азиатских играх в Дохе, где уже на предварительном этапе проиграл тайцу Сомчиту Чонгчохору.
На чемпионате Азии 2007 года в Улан-Баторе завоевал награду бронзового достоинства, в то время как на мировом первенстве в Чикаго остановился в 1/8 финала. Помимо этого, вновь был лучшим в зачёте таджикского национального первенства, выиграл серебряную медаль на турнире «Ахмет Джёмерт», где единственное поражение потерпел в финале от турка Кадри Корделя.
В 2008 году победил на Мемориале Попенченко в Москве, взял серебро на Кубке президента АИБА в Тайбэе, вновь стал чемпионом Таджикистана, но на сей раз в легчайшем весе. На азиатской олимпийской квалификации в Бангкоке одолел всех оппонентов по турнирной сетке, благодаря этой победе удостоился права защищать честь страны на летних Олимпийских играх в Пекине. Выступая в категории до 51 кг, прошёл на Играх двоих соперников, после чего был побеждён Сомчитом Чонгчохором.
На чемпионате мира 2009 года в Милане уже на предварительном этапе проиграл тайцу Чатчаю Бутди.
На Азиатских играх 2010 года в Гуанчжоу так же не смог попасть в число призёров, проиграв китайцу Чжану Цзявэю.
В 2011 году победил на чемпионате Таджикистана в категории до 56 кг, одержал победу на азиатском первенстве в Инчхоне и стал бронзовым призёром мирового первенства в Баку, где в полуфинале уступил кубинцу Ласаро Альваресу. Начиная с этого времени регулярно принимал участие в матчевых встречах лиги World Series of Boxing, представляя московскую команду «Динамо».
Находясь в числе лидеров таджикской национальной сборной, Юнусов благополучно прошёл отбор на Олимпийские игры 2012 года в Лондоне, однако уже в стартовом поединке категории до 56 кг встретился с мексиканцем Оскаром Вальдесом и потерпел от него поражение со счётом 7:13, сразу же выбыв из борьбы за медали.
После лондонской Олимпиады Анвар Юнусов остался в составе боксёрской команды Таджикистана и продолжил принимать участие в крупнейших международных соревнованиях. Так, в 2013 году он завоевал бронзовую медаль на чемпионате Азии в Аммане, проиграв в полуфинале казаху Берику Абдрахманову, и выступил на чемпионате мира в Алма-Ате, где уже на предварительном этапе был выбит японцем Дайсукэ Наримацу. При этом на чемпионате Таджикистана в Душанбе победил в лёгкой весовой категории.
В 2014 году помимо прочего боксировал на Азиатских играх в Инчхоне, проиграв в 1/8 финала японскому боксёру Сатоси Симидзу.
На азиатском первенстве 2015 года в Бангкоке выступил неудачно, остановившись вдалеке от призовых позиций.
Принимал участие в Олимпийских играх 2016 года в Рио-де-Жанейро, причём на церемонии закрытия нёс знамя своей страны. В категории до 60 кг выиграл у одного соперника, тогда как во втором бою техническим нокаутом потерпел поражение от бразильца Робсона Консейсана.

### Профессиональная карьера
Вскоре по окончании Олимпиады в Бразилии Юнусов покинул расположение таджикской сборной и в мае 2017 года успешно дебютировал на профессиональном уровне. Боксирует преимущественно в США. 27 июля 2019 года в бою за титул чемпиона по версии WBA Fedelatin уступил доминиканскому боксёру Эктору Луису Гарсии.